# 武當山上帝廟
22°55′02″N 120°16′49″E / 22.91735°N 120.28038°E

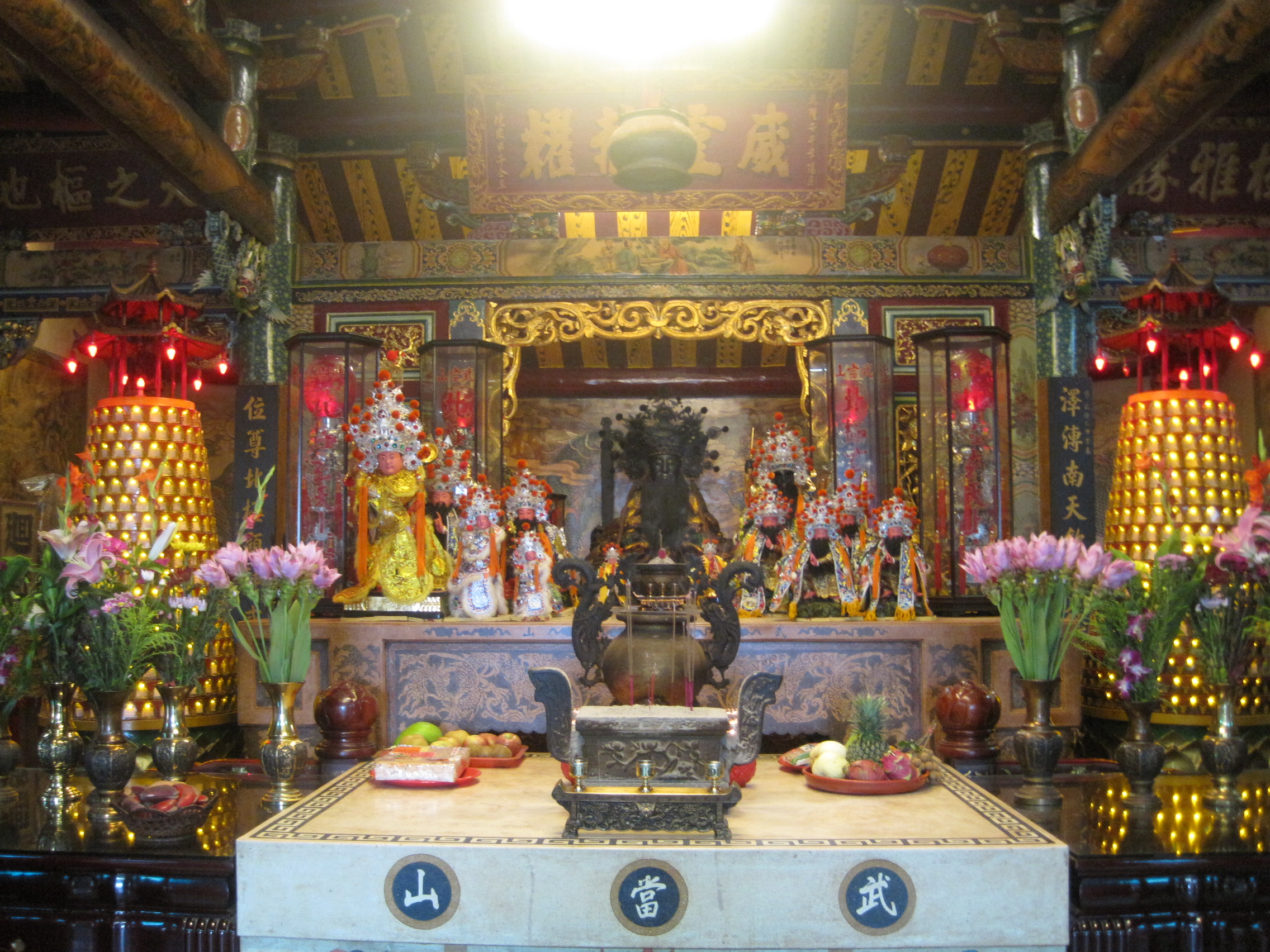
武當山上帝廟正殿

武當山上帝廟位於臺灣臺南市歸仁區武東里，主祀玄天上帝，又稱武當山廟，過去是角帶圍13庄所共同奉祀的大廟，現在的轄境大約是歸仁的大潭、武東二里。廟方沿革宣稱該廟建於明弘治十八年（1505年），是臺灣最早的玄天上帝廟，但也有人認為明中葉來臺活動的漢人不多，且大多在沿海活動，對此說法表示有待商榷。
廟之西北有一童子軍廟，廟中供奉的童子軍元帥據說是過去與玄天上帝爭地的「囝仔仙」。

## 沿革

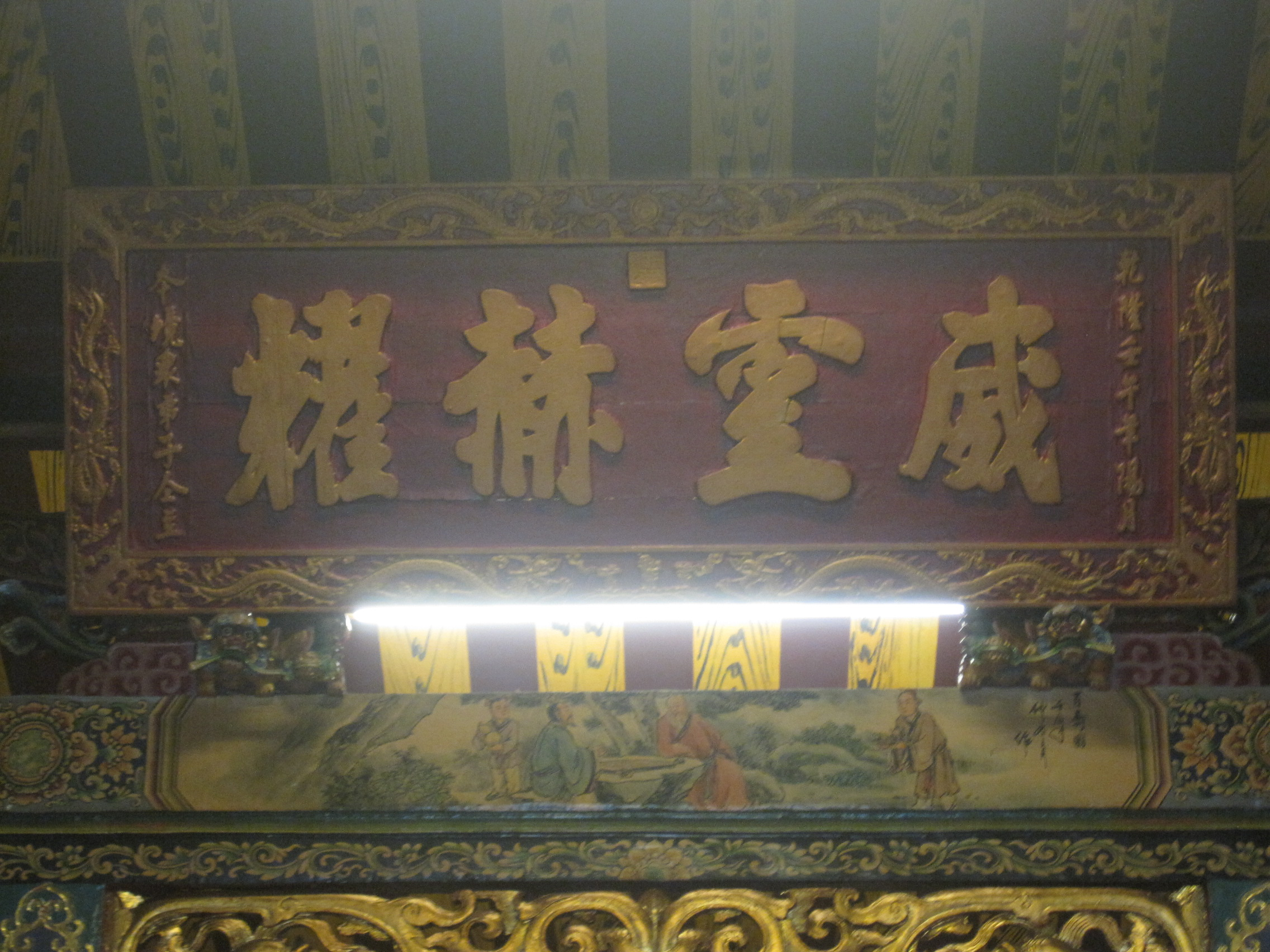
「威靈赫耀」匾（1762年）

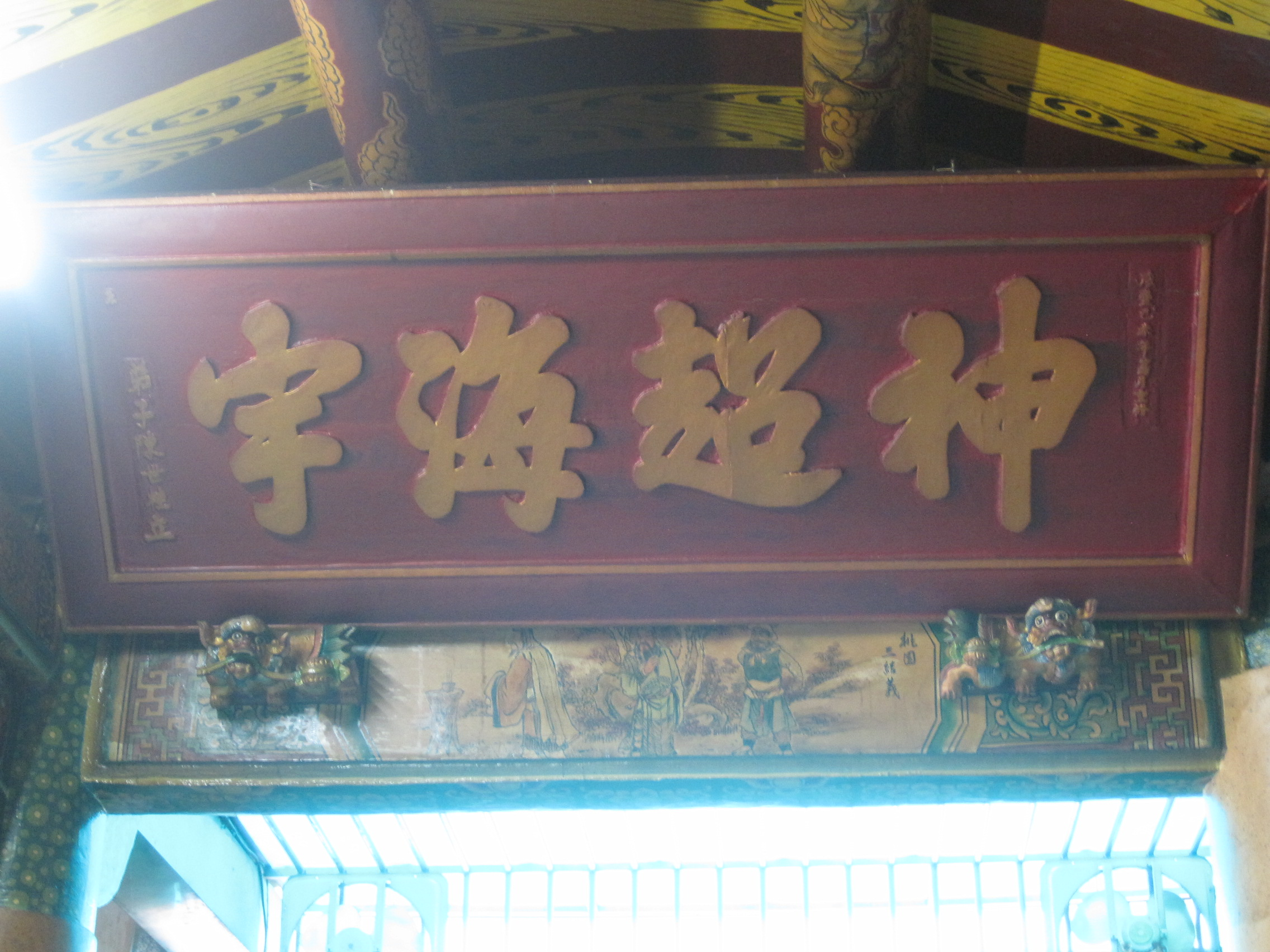
「神超海宇」匾（1859年）

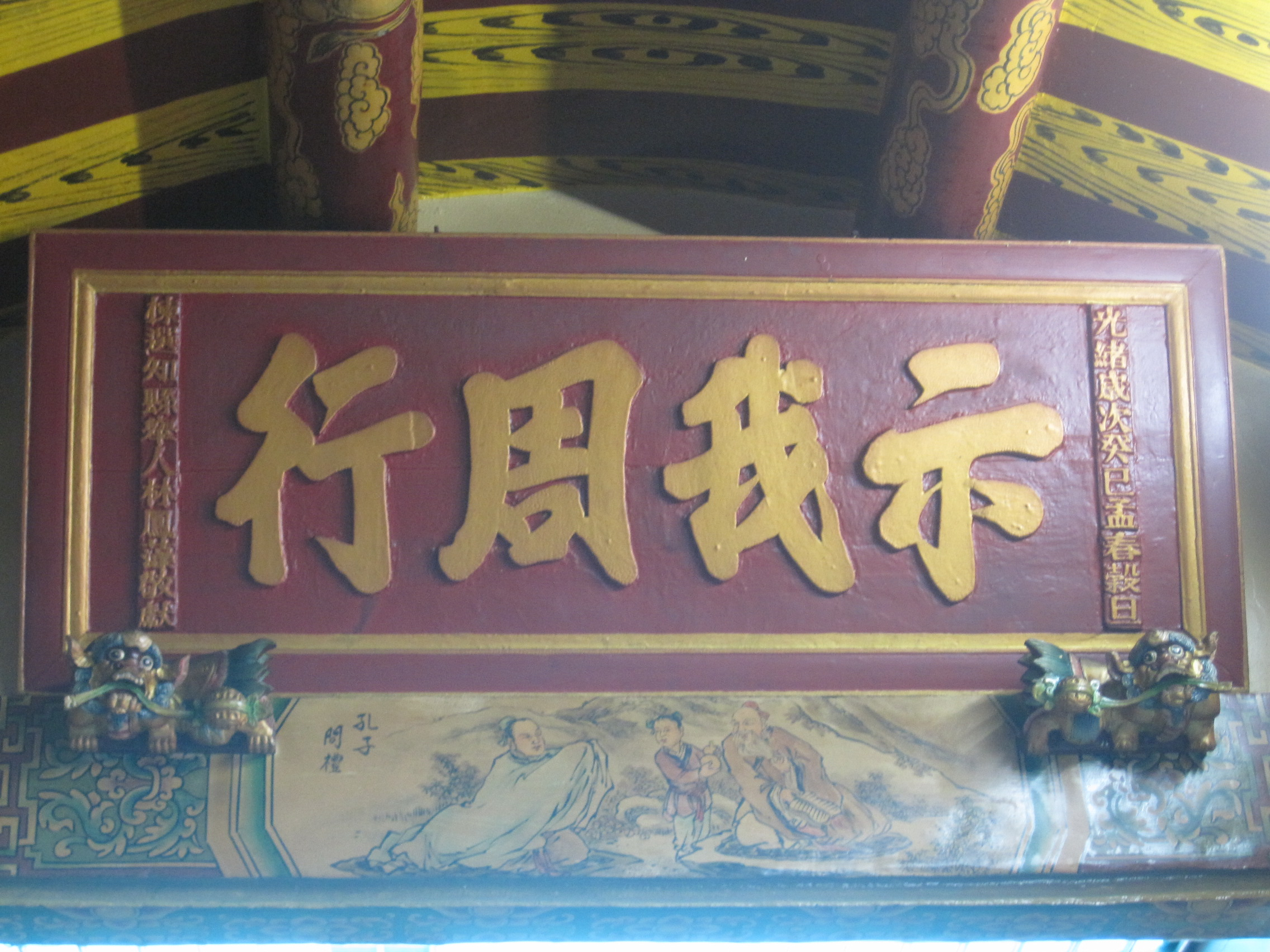
「示我周行」匾（1893年）

### 立廟由來
根據廟中的〈武當山上帝廟沿革〉碑，該廟是分香自湖北武當山紫霄殿，建於明弘治十八年（1505年），是臺灣最早的玄天上帝廟。《南瀛神明傳說誌》一書對此說法表示當時漢人來臺人數不多，且多在沿海地區活動，此一創建年代仍有待商榷。《臺南上帝爺信仰研究》則寫說另有說法認為該廟是創建於清乾隆廿五年（1760年），而廟中仍有乾隆廿七年（1762年）時的古匾。又《南瀛王船誌》一書除乾隆廿五年（1760年）之說外，也寫說有建於明鄭時期的說法。
而傳說當年玄天上帝看眾此寶地要建廟時，有一在此成仙的牧童與之爭地，經大崗山觀音菩薩調停，才替牧童在上帝廟後方的「牛奶堀（窟）」蓋童子軍廟供奉。

### 發展
武當山上帝廟所在的地方在明鄭時期是崇德里角帶圍，隨著人口漸多，雍正二年（1724年）左右崇德里分成崇德東里與崇德西里。角帶圍一地有13個聚落，分別是大潭、過潭仔、富爺（府衙）、林仔邊、溝仔尾、公館仔、林墘、大苓、窩仔底、榕仔腳、刣豬厝（上帝廟所在地）、圍仔內、埤仔口，上帝廟即是這13庄共同祭祀的大廟。但是到了現代，這些聚落大多敗庄消失，現在只剩大潭、刣豬厝、林仔邊、窩仔底4庄存在。
該廟在乾隆年間重修過一次，之後在咸豐九年（1859年）與日明治廿八年（1896年）也重修過。而當前廟況是民國五十四年（1965年）改建後的樣子，建築風格仍有古味。

## 傳說
相傳過去武當山上帝廟有舉辦王醮的習俗，但在某次要將王船運到二贊行溪（二仁溪）火化（一說是要放流）時，在埤仔口被一個乞丐擋住路。群眾看乞丐擋住心生不滿，竟將乞丐打死，結果據說王船突然變重搬不走，群眾權宜之下只好在埤仔口火化王船。另一說是該名乞丐在王醮時入庄與居民發生衝突而被打死，導致與他有「兄弟」之稱的「客王」（巡狩王爺）不滿，結果王船在運往溪邊時，在埤仔口停下且自行發火。
據說埤仔口此後諸事不寧，因而敗庄，而後角帶圍各庄也被波及，接連敗庄，最後只剩下4庄。而對於角帶圍各庄衰敗的原因，除民間傳說是遭逢惡運之外，有學者認為應該是發生瘟疫之故。而在此之後武當山上帝廟也沒有再舉辦王醮。